# 锡利戈
锡利戈（義大利語：Siligo），是意大利撒丁大区萨萨里省的一个市镇。总面积43.61平方公里，人口951人，人口密度21.8人/平方公里（2009年）。ISTAT代码为090068。